# 散在流星
散在流星（さんざいりゅうせい）とは、流星群に属さない流星の事を言う。群流星の反対という事になるから、同じ季節に出現した他の流星の中に、放射点が近い群の無い流星の事である。有っても、偶然の範囲に収まると言えば、更に厳密であろう。なお大きい流星群の他、小流星群と呼ばれる活動の不活発な流星群もあり、それらも注意深く散在流星から除かれる。
散在流星は、進化が進んで拡散してしまった彗星起源の多数の古い流星群と、極端に公転周期が長く、流星が拡散しやすいため顕著な流星群を作りえない、どれとも判らない放物線軌道に近い多数の長周期彗星起源の流星物質等で構成されると考えられている。
散在流星の出現強度は、目で見える流星については全部集めても、一時間に数個数える事ができる程度である。しかしながら、散在流星は群流星よりも一般に暗いものが多く、7～8等付近では、しし座流星群の流星雨の日でも数が逆転する。また流星群同様、夕方よりも明け方数が多い。更に顕著な季節変化があり、日本では、初夏から増え始め秋多く年明け後急に減って、厳冬期から春には極端に少ない。もともと2月ごろは顕著な流星群も無いので、夜半ごろほとんど流星の飛ばない日もある。これらの傾向は、既に述べた散在流星の正体の仮説と、ほぼ一致している。
なお人間の目には、流星分布に小さな偏りがあると、幾つかの流星をまとめて流星群のクラスターを作りやすい傾向があるとの指摘がある。そのため厳密には群流星ではない黄道近くに放射点のある散在流星の成分を、「黄道群」として散在流星から除いている懸念がある。そのために厳冬期から春ごろ見やすい、小惑星軌道タイプのばらばらな流星物質を、誤って散在流星から外している疑いもある。それを含めないため、特に厳冬期から春季、夜半前の散在流星の数が過小に評価されている疑いもあるらしい。